# Luca Novelli

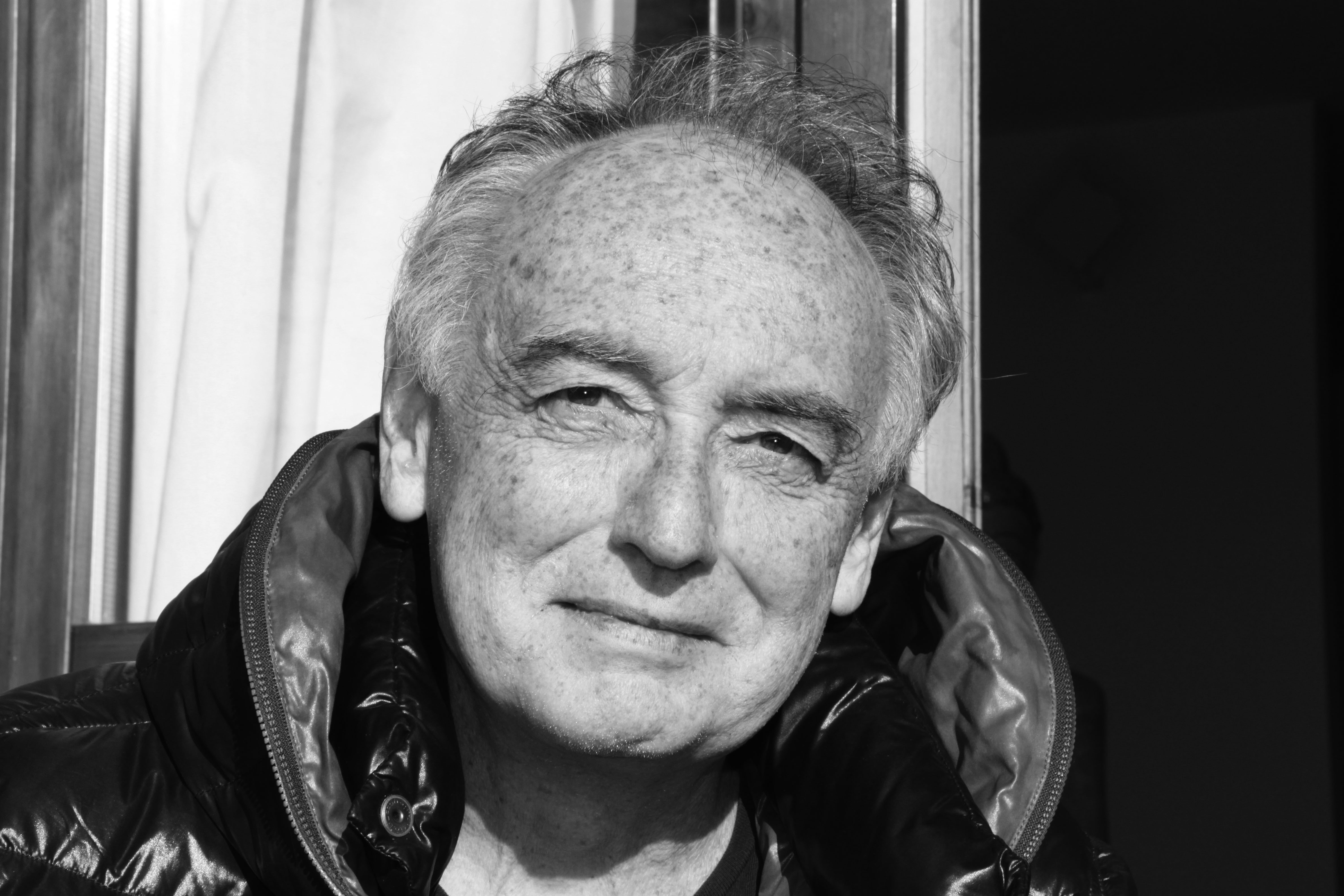
Luca Novelli (2015)

Luca Novelli (* 7. Oktober 1947 in Mailand) ist ein italienischer Schriftsteller.

## Leben und Wirken
Novelli studierte an der Universität Mailand Landwirtschaft. Ab 1968 schrieb und zeichnete er für Zeitschriften. 1975 veröffentlichte er sein erstes Buch, Gli edenisti. Im selben Jahr entwickelte er Il laureato, einen Comic-Strip für Zeitungen. Novelli verschrieb sich insbesondere der Wissenschaftsliteratur für Kinder und Jugendliche. Sein erstes Werk in diesem Genre war Viaggio al centro della cellula (1978).
Seit 2001 schreibt er an der Serie Lampi di Genio, deren Exemplare nach und nach auch auf Deutsch erscheinen.
Novelli illustriert seine Bücher selbst, mit Zeichnungen im Stil von Cartoons. Seine Vorbilder sind Saul Steinberg und Ennio Flaiano.

## Auszeichnungen
- 2001: Premio Legambiente
- 2004: Premio Andersen

## Werke
- Edison per inventare di tutto e di più, 2006 (Edison und die Erfindung des Lichts)
- Ippocrate medico in prima linea, 2004
- Mendel e l'invasione degli OGM, 2003 (deutsch: Mendel und die Antwort der Erbsen, übersetzt von Anne Braun, Arena, Würzburg 2009, ISBN 978-3-401-06182-5).
- Leonardo e la penna che disegna il futuro, 2003
- Il primo gatto non si scorda mai, 2003
- Archimede e le sue macchine da guerra, 2003 (Archimedes und der Hebel der Welt, 2006)
- Volta e l’anima dei robot, 2002
- Galileo e la prima guerra stellare, 2002 (Galilei und der erste Krieg der Sterne, 2005, ISBN 3-401-05741-3)
- Einstein e le macchine del tempo, 2001, ISBN 3-401-05743-X (Einstein und die Zeitmaschinen, 2005)
- Darwin e la vera storia dei dinosauri, 2001 (Darwin und die wahre Geschichte der Dinosaurier, 2005, ISBN 3-401-05742-1)
- Einstein relativ verliebt. Mein Leben mit einem bedeutenden Klon, 2004, ISBN 3-8303-6065-7 (Ci vuole una fisica bestiale, Ho clonato lo zio Alberto)
- The History of Chemistry, 1989, illustriert von Cinzia Ghigliano
- Le Macchine Pesanti, 1987 (Maschinen mit Köpfchen, 1991)
- Mein erstes Computerwörterbuch, 1986 (primo libro sui computer, 1983)
- Mein erstes Programmier-Buch in BASIC, 1985
- Una istruzione al sopra delle sue possibilità
- Vera storia della medicina dalla parte del paziente
- Le macchine Pensanti
- Viaggio al centro della cellula, 1978 (Planet Zelle. Reise durch eine winzig kleine Welt, 1991, ISBN 3-210-25024-3)
- Il Laureato, 1975
- Gli Edenisti, 1975
- En Busca de la Cola Perdida: Un Viaje Hacia Nuestros Origenes